# Розалија Ломбардо
Розалија Ломбардо (Палермо, 13. децембар 1918 — Палермо, 6. децембар 1920) била је италијанско дете које је умрло од упале плућа. Њен отац, официр Марио Ломбардо, био је јако тужан због њене смрти, те је замолио Алфреда Салафију да балсамују њено тело.
Сахрањена је у Палерму на локацији Катакомбе Капуцинера.

## Смрт
Розалија је умрла 1920. године од упале плућа. Имала је само две године. Њеног оца је јако погодила њена смрт те је платио стручњаку Алфреду Салафију да балсамују њено тело. Салафија је тело тако добро балсамовао да и дан данас девојчица изгледа као и када је била жива. Због тога је зову „успавана лепотица“. Рендгенске снимке показале су како су јој унутрашњи органи нетакнути. Розалијино тело се налази у капели у Палерму, а ковчег је покривен стаклом. Касније је уочено да мумија помиче очи. То је утврђено и када су упоређене две фотографије мумије. Но закључено да је реч о оптичкој варци. У питању је оптичка илузија услед светла које филтрирају бочни прозори, а чији се интензитет током дана мења. То је закључено након што су радници померили ковчег и њено се тело мало померило. То је утврдио италијански антрополог Дарио Пиомбино-Маскала. Њене очи нису потпуно затворене, а никада нису ни биле.

## Тајна басамовања
Салафије је тајну балсамовања девојчице „однео у гроб“. Умро је 1933. и отада се истражује коју је технику користио да је тело остало тако добро сачувано. Пиомбино-Масцали је пронашао тајни рукопис и открио неке од састојака које је Салафија користио за балсамовање. Мешавина коју је направио је убила бактерије и сачувала тело.